# Sansom Ridge
Sansom Ridge är en bergstopp i Antarktis. Den ligger i Östantarktis. Australien gör anspråk på området. Toppen på Sansom Ridge är 153 meter över havet.
Terrängen runt Sansom Ridge är lite kuperad, och sluttar brant österut. Trakten är obefolkad. Det finns inga samhällen i närheten.